# Relief éolien
Pour les articles homonymes, voir Éolien.
Un relief éolien est produit par l'action érosive ou constructive du vent.
Ces processus et ces formes s'inscrivent dans l'étude de la géomorphologie dynamique.

## Processus d'érosion

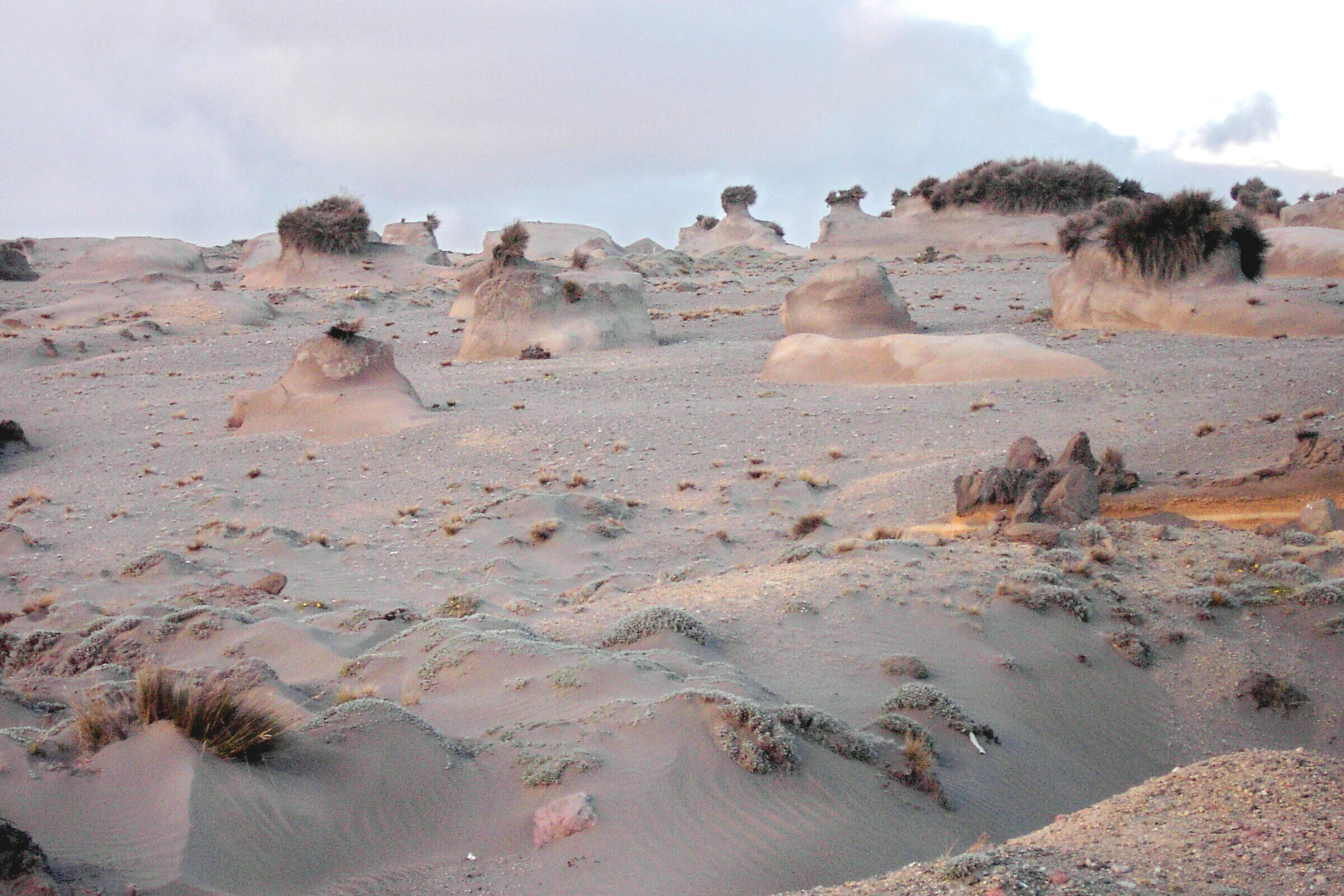
Erosion éolienne du sol au pied du volcan Chimborazo, en Équateur.

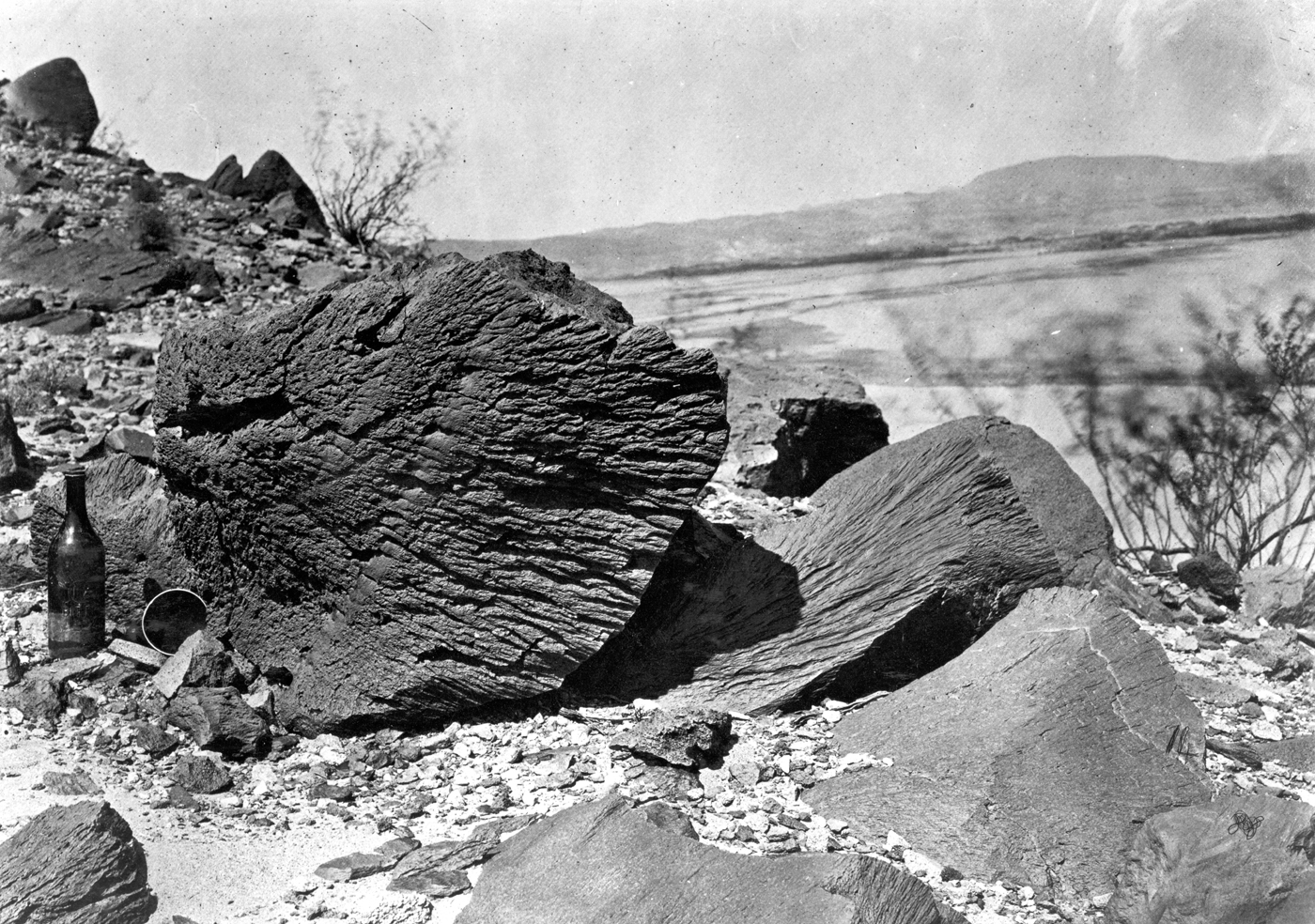
Rochers sculptés par les vents de sable sous Fortification Rock en Arizona (USGS, 1871)

Le processus d'érosion éolienne se fait par abrasion ou polissage des surfaces exposées, par l'action du vent chargé de particules de sable et par déflation ou enlèvement par le vent de particules de la taille d'un grain de sable ou d’un limon, mais parfois lorsque la compétence du vent est plus forte, par des éléments beaucoup plus grossiers. L'altération des minéraux libère des nutriments inorganiques, les rendant directement accessibles aux organismes du sol ou aux arbres. La quantité de minéraux contenant des éléments nutritifs dépend des caractéristiques de la roche-mère et de l'évolution du sol, constituant une ressource limitée et non renouvelable.
Les dépôts atmosphériques issus de cette érosion (aeolian dust en anglais, poussières éoliennes ou crustales) représentent une part importante des éléments apportés aux écosystèmes (océans, forêts). Entrant dans les cycles biogéochimiques, ils peuvent être contenus dans la pluie, le brouillard ou encore dans des aérosols et des particules minérales se déposant sur les végétaux.